# شارل السابع ملك فرنسا
شارل السابع (ولد في 22 فبراير عام 1403 وتوفي في 22 يوليو عام 1461)، أطلق عليه لقب المنتصر (بالفرنسية: le Victorieux)‏ أو الحاكم الحسن (بالفرنسية: le Bien-Servi)‏، كان ملك فرنسا منذ عام 1422 وحتى وفاته عام 1461.
في خضم حرب المائة عام، ورث شارل السابع عرش فرنسا في ظل ظروف عصيبة. احتلت قوات مملكة إنجلترا ودوق بورغندي غويانا وشمال فرنسا، بما في ذلك باريس، المدينة الأكثر اكتظاظا بالسكان، ورانس، المدينة التي يتوج فيها تقليديًا الملوك الفرنسيون. إضافة إلى ذلك، حرمه والده شارل السادس من العرش في عام 1420 واعترف بهنري الخامس ملك إنجلترا وورثته خلفاء شرعيين للعرش الفرنسي بدلًا منه. في ذات الوقت، اندلعت حرب أهلية في فرنسا بين الأرمنياك (أنصار آل فالوا) والحزب البورغندي (تحالف أنصار آل فالوا-بورغندي مع الإنجليز).
مع انتقال مجلسه إلى بورغ، جنوب نهر اللوار، أطلق على شارل تهكمًا لقب «ملك بورغ» لأن المنطقة حول المدينة كانت واحدة من عدة مناطق قليلة تُركت له. إلا أن موقفه السياسي والعسكري تحسن بشكل كبير مع ظهور جان دارك كقائدة روحية في فرنسا. قاد جان دارك وغيره من الزعماء القوات الفرنسية لرفع الحصار عن أورليان. فضلًا عن المدن الاستراتيجية الأخرى على نهر لوار، وسحق الإنجليز في معركة باتاي. مع انتشار القوات المحلية الإنجليزية، قلب سكان رانس ولاءهم وفتحوا أبوابهم، ما مكن من تتويج شارل السابع في عام 1429 ضمن كاثدرائية رانس. بعد بضع سنوات، انتهى التحالف الإنجليزي البورغندي بالتوقيع على معاهدة أراس في عام 1435، ثم أعقب ذلك استعادة باريس في عام 1436 والاستعادة التدريجية لنورماندي في أربعينيات القرن الخامس عشر باستخدام جيش مهني منظم حديثًا ومدافع حصار متطورة. في أعقاب معركة كاستيلون عام 1453، طرد الفرنسيون الإنجليز من جميع ممتلكاتهم ضمن القارة الأوروبية ما عدا منطقة كاليه (فرنسا حاليًا).
اتسمت السنوات الأخيرة من حكم شارل السابع بالصراعات مع ابنه المضطرب، لويس الحادي عشر ملك فرنسا المستقبلي.

## سيرته

### مقتبل العمر
ولد شارل في أوتيل سانت بول، المقر الملكي في باريس، وحصل على لقب كونت بونتيو لدى ولادته في عام 1403. كان الطفل الحادي عشر والابن الخامس لشارل السادس ملك فرنسا وإيزابو البافارية كان أخوته الاربعة الأكبر سنًا هم: شارل (1386)، وشارل (1392 – 1407)، ولويس (1397 – 1415)، وجون (1398 – 1417)، يحمل كل منهم لقب دوفين فرنسا (وريث العرش الفرنسي) بالدور. ماتوا جميعهم دون إنجابهم أطفالًا، تاركين لشارل ميراثًا غنيًا من الألقاب.

### دوفين
فور حصوله تقريبًا على لقب دوفين، واجه شارل تهديدات على ميراثه، واضطر إلى الفرار من باريس في 29 مايو عام 1418 بعد أن دخل إلى المدينة في الليلة السابقة أنصار جان الجسور، دوق بورغندي. بحلول عام 1419، أنشأ شارل مجلسه الخاص في بورغ وبرلمانه في بواتييه. في 11 يوليو من العام نفسه، حاول شارل وجان الجسور إجراء صح من خلال التوقيع، فوق جسر بالقرب من بوي لو فورت، ليس بعيدًا عن مولن، حيث كان شارل مقيمًا، على معاهدة بوي لو فورا المعروفة أيضًا باسم «سلام بونكو» (بونكو من كلمة بون الفرنسية، «جسر»، وهو عبارة عن جسر صغير فوق مجرى مائي).
قرروا أيضًا عقد جلسة أخرى في العاشر من سبتمبر القادم. في ذلك التاريخ، اجتمعا على الجسر في مونتيرو. افترض الدوق أن الاجتماع سيكون سلميًا ودبلوماسيًا تمامًا، لذا لم يحضر معه سوى مرافقة صغيرة. رد رجال الدوفين على حضور الدوق بالهجوم عليه وقتله. لا يزال مستوى مشاركة شارل غير معروف حتى اليوم. على الرغم من ادعائه أنه لم يكن على علم بنوايا رجاله، إلا أن الذين سمعوا عن جريمة القتل اعتبروا ذلك أمرًا غير مرجح. شكل هذا الاغتيال نهاية أية محاولة للصلح بين الفصيلين الأرمنياك والبورغنديين، ليصبحا بذلك لعبة في أيدي هنري الخامس ملك إنجلترا. في وقت لاحق، طُلب شارل بموجب معاهدة مع فيليب الطيب، ابن جان الجسور، لدفع الجزاء عن جريمة لم يرتكبها قط.

### معاهدة طروادة (21 مايو عام 1420)
بعد وفاة والده، شارل السادس، جرى التشكيك في الخلافة. كلّفت معاهدة طروادة التي وقعها شارل السادس عام 1420 بنقل العرش إلى الملك الوليد هنري السادس ملك إنجلترا، ابن هنري الخامس الذي توفي مؤخرًا، وكاثرين من فالوا، ابنة شارل السادس؛ بيد أن الفرنسيين الموالين لملك فرنسا اعتبروا المعاهدة باطلة على أساس الإجبار وضعف القدرات الذهنية لشارل السادس. أما أولئك الذين لم يعترفوا بالمعاهدة وكانوا على اعتقاد أن الدوفين شارل وليد شرعي، اعترفوا به كوريث شرعي للعرش. أولئك الذين لم يعترفوا بشرعيته، اعترفوا بشارل، دوق أورليان، ابن عم الدوفين، وريثًا شرعيًا، الذي كان أسيرًا لدى الإنجليز. لم يتمكن سوى أنصار هنري السادس والدوفين شارل من حشد القوة العسكرية الكافية للضغط بفعالية من أجل مرشحيهم. تمكن الإنجليز، الذين يسيطرون على شمال فرنسا، من فرض المطالبة بملكهم في المناطق الفرنسية التي كانت تحت احتلالهم. كان شمال فرنسا، بما في ذلك باريس، تحت عهدة الحاكم الإنجليزي، أخو هنري الخامس، جون لانكستر، دوق بيدفورد الأول، ومقره نورماندي.

### ملك بورغ
في سنوات المراهقة، كان شارل مشهورا بشجاعته وأسلوبه في القيادة. في إحدى المراحل بعد أن أصبح دوفينًا، قاد جيشا ضد الإنجليز الذين كانوا يرتدون الزي الأحمر والأبيض والأزرق، الذين مثلوا أسرته؛[بحاجة لمصدر] كان شعاره المنذر قبضة ممسكة بسيف بلا غمد. إلا أنه في يوليو من العام 1421، بعد علمه باستعداد هنري الخامس من مانتيس على الهجوم برفقة جيش أكبر بكثير، انسحب من حصار تشارتر لتفادي الهزيمة. ثم ذهب إلى الجنوب من نهر لوار تحت حماية يولاند ملكة أراغون، المعروفة باسم «ملكة الممالك الأربع»، وفي 22 أبريل عام 1422، تزوج ابنتها ماري من أنجو، التي كان على علاقة بها منذ شهر ديسمبر من العام 1413 في حتفال أقيم في قصر اللوفر.
ولم يكن من المستغرب أن يدّعي شارل لنفسه لقب ملك فرنسا، لكنه فشل في أي محاولة لطرد الإنجليزية من شمال فرنسا بدافع من عدم الاستقرار والإحساس باليأس. بدلًا من ذلك، بقي جنوب من نهر لوار، حيث كان لا يزال قادرا على ممارسة سلطته، وحافظ على مجلس متنقل في وادي لوار ضمن قلاع مثل شينون. كان لا يزال يعرف كـ «دوفين»، أو تهكمًا «ملك بورغ»، على اسم البلدة التي كان يعيش فيها. قام على نحو دوري بالترحال إلى شبه الجزيرة الأيبيرية، الأمر الذي سمح للإنجليز بالتقدم في احتلالهم لفرنسا.

### النصر الفرنسي
تقريبًا، كان لدعم الأسرة القوية والثرية لزوجته ماري دانجو، خصوصًا حماته يولاند ملكة أراغون، نفس أهمية دعم جان دارك لقضية شارل. ولكن مهما بلغت عاطفته التي كنّها لزوجته، أو أي شكل من أشكال الامتنان الذي شعر به من دعم أسرتها له، كانت عشيقته هي الحب الأعظم في حياة شارل، أغنس سيرويل.

## معرض صور

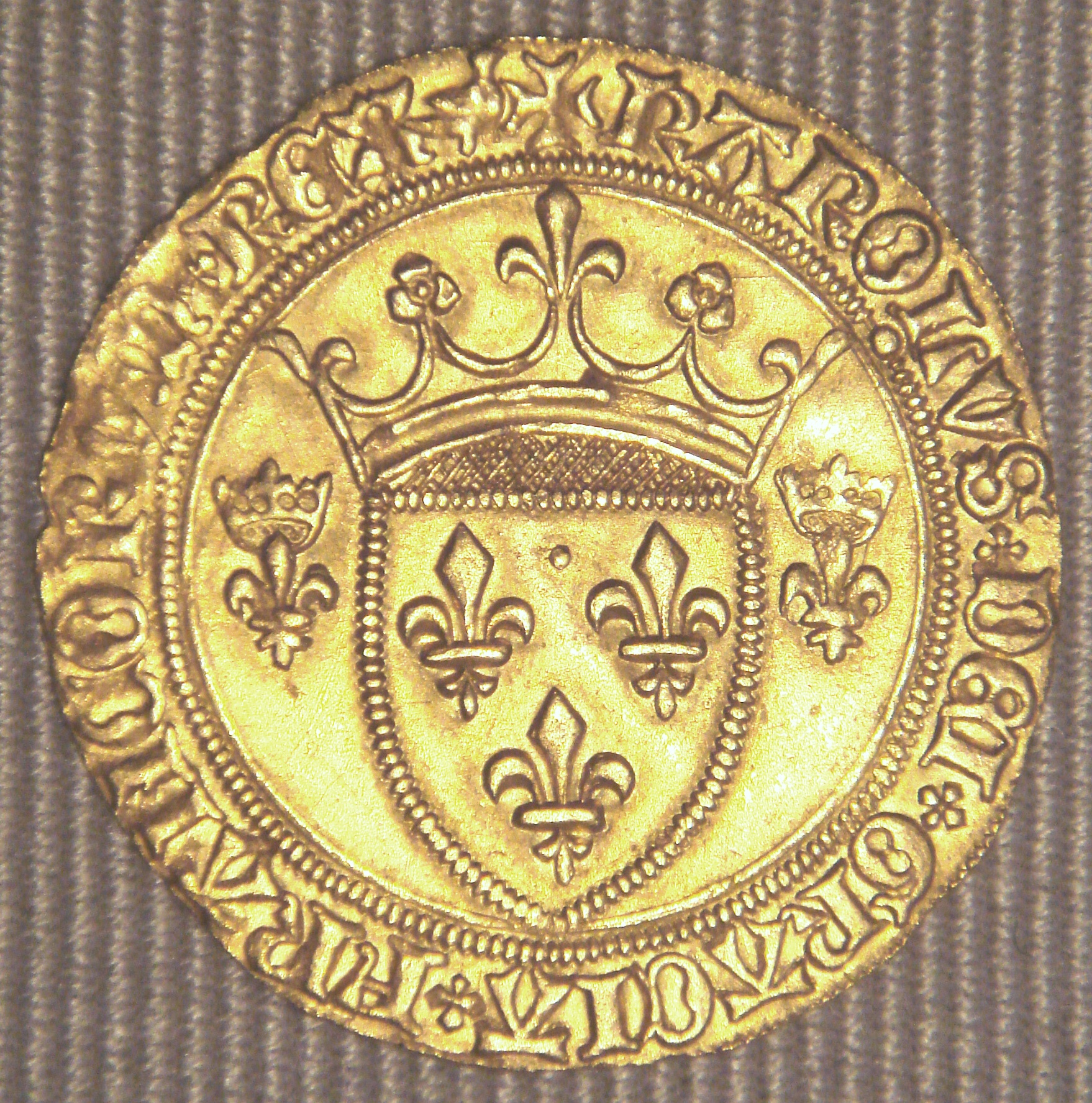
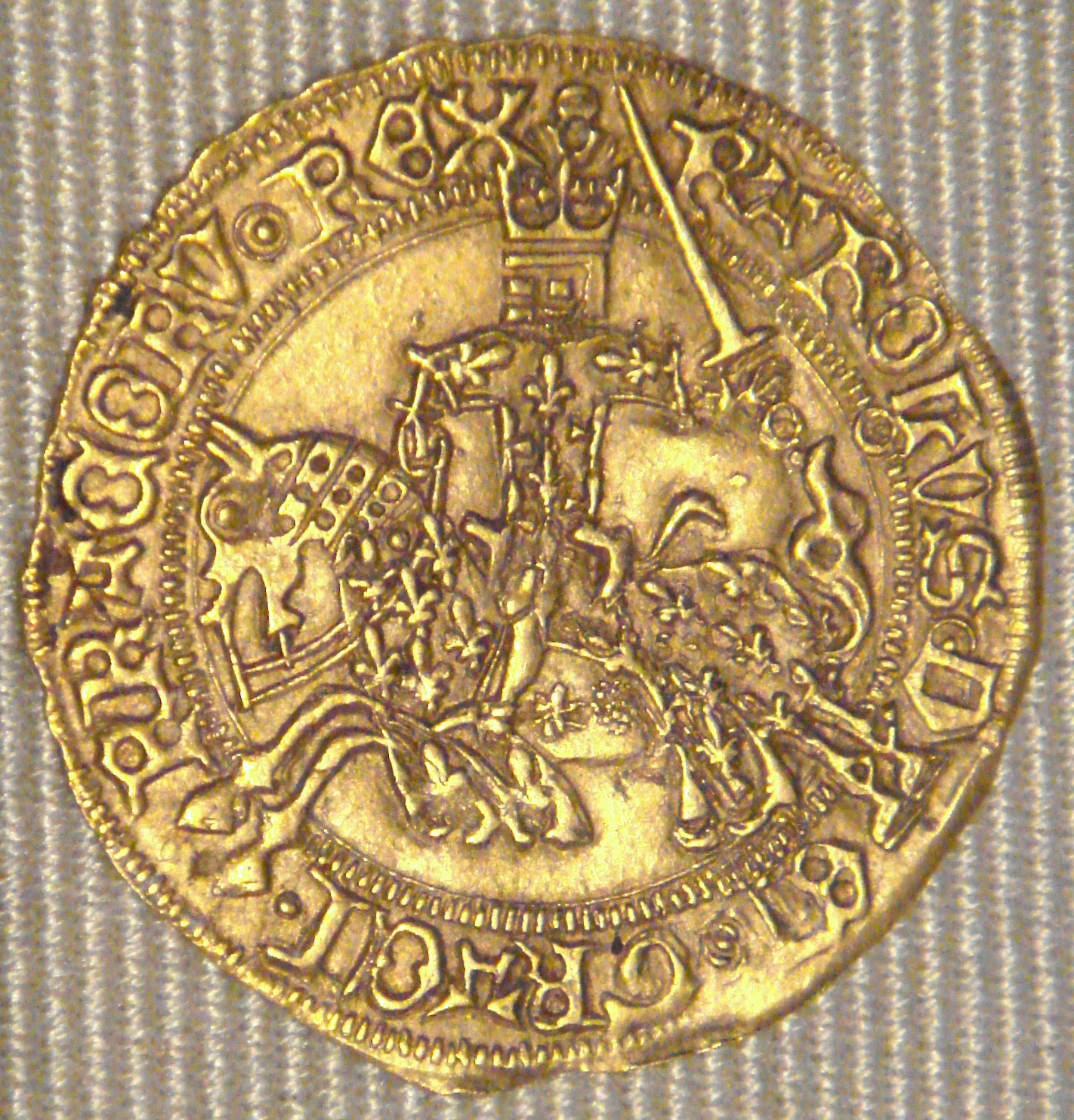
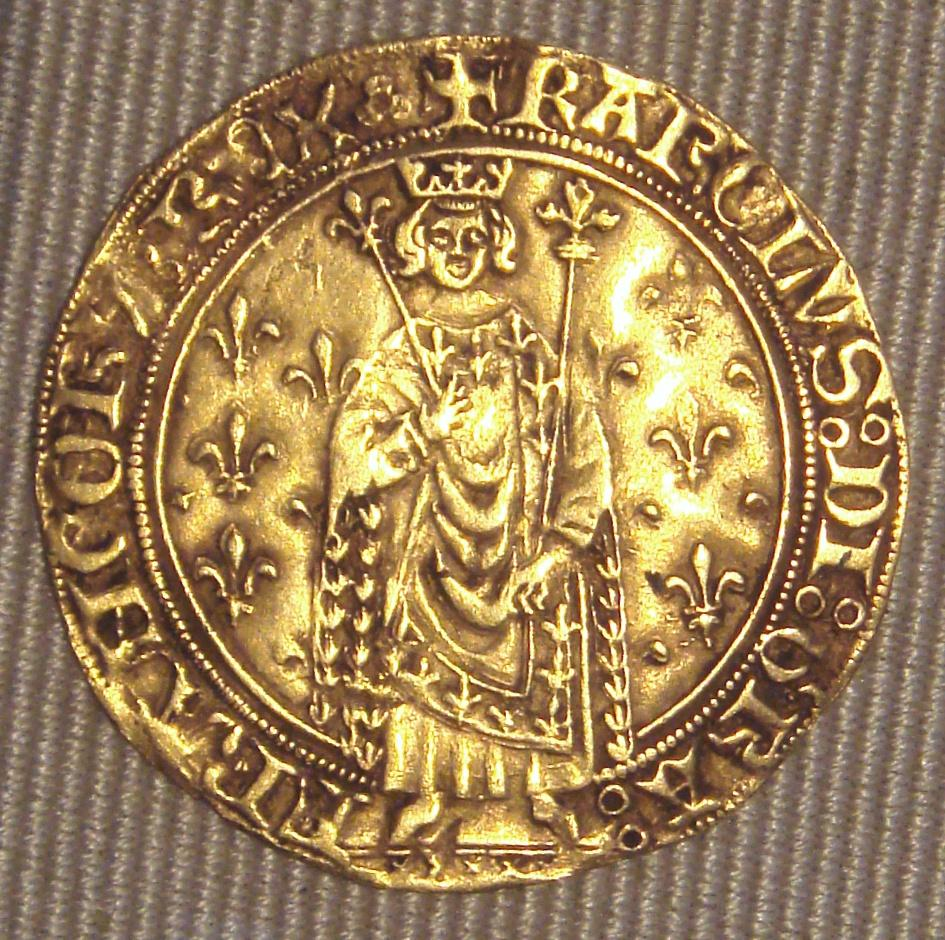